# 中国人民解放军海军陆战队第六旅
海军陆战队第六旅（英語：6th Marine Brigade），又名“攻坚豹子”或“沂蒙旅”，是中国人民解放军海军陆战队现行编制下成立一个旅级单位，现驻地为山东省海阳市。

## 历史概述
该旅最早编制可追溯至八路军鲁中军区警备第二旅（沂蒙军分区）与警备第三旅一部合编而成，其前身部队长期在鲁中地区进行抗日作战，拥有大量实战经验，战功卓著。
1943年11月1日，日军和一部分与伪军共1万余人，由临沂、蒙阴、莱芜、临朐、沂水等地分进合击鲁中沂蒙抗日根据地。为粉碎敌人的计划，鲁中军区第二军分区（警备第二旅）11团3营8连93名指战员奉命坚守南北岱崮，牵制日军主力。该连93人抗击日军3000人，以特殊的地图优势阻住日军18天，8连以伤7人、牺牲2人的极小代价，取得了歼敌300余人的重大胜利，拖住了敌人重兵，消耗了敌人大量弹药，有力地配合了外线出击。为此，八路军山东军区传令嘉奖8连，授予”英雄岱崮连”的光荣称号。
1945年11月以鲁中军区警备第2旅旅部及第4、第5团和警备第3旅旅部及第9团合编组建的鲁中军区第九师。首任师长钱钧、政委李耀文。1947年1月9师编入华东野战军第8纵队为第23师
1946年11月5日，鲁中军区第9师会同胶东军区部队攻坚安丘，该师25团1营1连率先突破安丘北门，为攻占安丘做出了突出的贡献。继而又在次日，和兄弟部队一起，击退了国军的反扑。为表彰该连在此次战斗中的功绩，华东军区授予一连“安丘连”的光荣称号，陈毅亲自为该连书写了“安丘连”的锦旗。
该部与解放战争中改编为华东野战军第八纵队第二十三师。1949年2月改番号为中国人民解放军第二十六军第七十七师。下辖229、230、231团：
- 229团是由原华野8纵23师67团改编而成。该团的前身是八路军山东纵队第4旅第11团，42年8月调入鲁中军区第3军分区仍为第11团，43年3月团部撤销番号保留，部队由分区直接指挥。后该团部队一部调入鲁中军区第2分区，1943年11月重组该团团部为鲁中军区第2分区第11团，1945年8月编入山东军区鲁中警备第2旅为第4团，同年11月编入山东军区所属鲁中军区第9师为第25团，41947年1月编入华东野战军第8纵队为第23师第67团，在淮海战役第一阶段，67团和9纵队73团（济南第一团）共同担任总攻碾庄圩先锋团，67团3营9连率先打开了突破口，为全歼敌第七兵团作出了重要贡献，战后该连被华东野战军授予“碾庄突击模范连”光荣称号。1949年2月，67团改称中国人民解放军第26军第77师第229团。该团也是山东纵队第4旅的主力团，战斗作风过硬，擅长攻坚，战斗力强，是军、师主力团。
- 230团是由原华野8纵23师68团改编而成。该团的前身是山东军区鲁中警备第2旅第5团，同年11月编入山东军区所属鲁中军区第9师为第26团（第1营系原山东第3师第8团第3营，原第2营与该营对调），47年1月编入华东野战军第8纵队为第23师第68团，49年2月改称中国人民解放军第26军第77师第230团。该团有山东军区主力第3师第8团3营也就是著名的“冲山阻击营”为骨干，故实力不俗，有较强的攻坚能力。
- 231团是由原8纵24师70团改编而成。该团的前身是115师特务营（红军老部队）——山东军区特务团。1945年10月特务团调出一个营赴东北，1946年6月调归鲁中军区改称鲁中军区特务团，1947年3月编入华东野战军第8纵队第24师为第70团，47年末调归第22师指挥（1947年12月，24师师部及第71团改编为豫皖苏军区第5军分区，该师第70团留在8纵划归22师,72团改为纵队特务团），1949年2月编入中国人民解放军第26军第77师为第231团（从此77师有了红军团）。该团是115师的部队，前身是山东军区特务团，是山东军区十三个主力团之一，部队战斗作风英勇顽强，战斗经验丰富，执行命令坚决，能攻能守，战斗力很强，是军、师主力团。

第二次国共内战时期，77师参加了鲁南、莱芜、孟良崮、沙土集、洛阳、豫东、淮海、渡江、上海等重要战役战斗，多次担任主攻任务。最为著名的战例有：淮海战役第一阶段作战，69团抢占运河，全歼守敌，为大部队西进打开了通道，为迅速合围敌第七兵团赢得了时间，新华社以《运河桥头争夺战，围歼黄匪立首功》为题，播发了他们的事迹。在总攻碾庄的战斗中，67团和9纵队25师73团（济南第一团）共同担任总攻碾庄圩先锋团，67团第9连率先打开了突破口，为全歼国军第七兵团作出了重要贡献，战后被华东野战军授予“碾庄战斗突击模范连”荣誉称号。1950年11月77师随军入朝作战，参加第二、第四和第五次战役，1952年6月回国。
1985年改番号为步兵第七十七师。1998年缩编为摩托化步兵第七十七旅。
2017年全旅转隶海军陆战队，为海军陆战队第六旅。

## 沿革
参考资料：
| 部隊番號                 | 使用時期             |
| ------------------------ | -------------------- |
| 鲁中军区第九师           | 1945年11月-1947年1月 |
| 华东野战军第二十三师     | 1947年1月-1949年2月  |
| 中国人民解放军第七十七师 | 1949年1月-1960年1月  |
| 陆军第七十七师           | 1960年1月-1985年4月  |
| 摩托化步兵第七十七师     | 1985年4月-1998年8月  |
| 摩托化步兵第七十七旅     | 1998年8月-2017年4月  |
| 海军陆战队第六旅         | 2017年4月至今        |

## 荣誉部队
- 红军团：前步兵第七十七师二三一团
- 冲山阻击营：前摩步第七十七旅第三营，先海军陆战队第六旅合成三营
- 安丘连、岱崮连、五圣山阻击模范连：前鲁中军区第九师二十五团一营一连，现海军陆战队第六旅合成一营一连
- 攻堅模範連：陸戰第六旅空中突擊營某連
- 碾莊圩突擊模範連：陸戰第六旅空中突擊營某連